# Аоста
Аòста (на италиански: Aosta; на френски: Aoste; на франкопровансалски: Aoûta; на стандартен патоа от Вале д'Аоста: Oûta или Veulla; на варианта на Долна Вале д'Аоста: Ohta; на валзер: Augschtal; на пиемонтски: Osta или Aosta) е италиански град, столица на автономния северноиталиански регион Вале д'Аоста. Разположен е на 583 m надморска височина. Към 1 януари 2024 г. населението на града е 33 098 жители, от които 2969 са чужди граждани.
Аоста е вторият град след Рим с най-голям брой древноримски останки, които все още са видими, и неслучайно го наричат „Рим на Алпите".

## География, административно деление и население
Аоста се намира приблизително в средата на Вале д'Аоста, в равнината, където тече река Дора Балтеа – главната река на региона. Доминирана е от няколко важни планини: Бека ди Нона, Монте Емилиус, Поант дьо Шалин и Бека ди Виу. Градът се пресича от север на юг, на височината на Арката на Август, от потока Бютие – един от многобройните притоци на Дора Балтеа.
Сред столиците на провинциите с 583 метра надморска височина към 2023 г. Аоста е петата по височина в Италия.
Граничи със следните 5 общиниː Шарвансо, Гресан, Полен, Сен Кристоф, Жиньо, Сар и Роазан. Отстои на 148 km от Милано.
Има следните подселища (на итал.: frazioni): Arpuilles, Beauregard, Bibian, Bioulaz, Borgnalle, Brenloz, Busseyaz, Cache, La Combe, Les Capucins, Chabloz, Champailler, Collignon, Cossan, Cotreau, Duvet, Entrebin, Excenex, Les Fourches, Laravoire, Montfleury, Movisod, Pallin, Papet, Pléod, Porossan, La Riondaz, La Rochère, Roppoz, Saraillon, Saumont, Seyssinod, Signayes, Talapé, Tsanté, Tzamberlet, Vignole.
Към 1 януари 2024 г. населението на общината е 33 098 жители, от които 2969 чужди граждани, сред които преобладават тези на Румъния (707 души), Мароко (478 души) и Албания (268 души). Там живеят 5 български граждани.

## Топоним
Настоящият топоним „Аоста“ е продължение на латинския, AUGUSTA PRAETORIA или PRETORIA, засвидетелстван както в гръцки, така и в латински класически източници.

## История

### Легенда
Според една легенда през 1158 пр.н.е. на мястото на бъдещия Аоста е основан град Корделия. Негов основател е Корделий, прародител на саласите, потомък на Сатурн и спътник на експедицията на Херкулес.

### Предримска епоха
На територията на града още от протоисторически времена присъства население с мегалитна култура. Свидетелство за това е важното откритие през 1969 г. на некропол с мегалитни гробници и култова зона, датираща от 3000 г. пр.н.е., запазен в мегалитната зона на Сен Мартен дьо Корлеан (днешен квартал на Аоста). 
По-късно там се заселва келтското племе саласи.

### Римско господство
В края на Втората пуническа война, след победата на Сципион Африкански над Ханибал Барка през 202 г. пр.н.е., Рим насочва вниманието си към Алпите, където галите, съюзени с картагенците, продължават да представляват значителна заплаха. Функцията на лагера, разположен в тази долина, е предимно стратегическа. Важно е да се консолидира господството на Рим над Паданската низина и в предалпийските територии, като се използват Алпите като естествен бастион срещу варварските нашествия. Поради тази причина в устието на алпийските долини се ражда система от укрепени градове, които контролират достъпа до плодородните земи в Паданската низина.
Въпреки това от I век пр.н.е. прогресивното завладяване на Галия променя стратегическото значение на проходите Малък и Голям Сан Бернар, поставяйки проблема с контролирането на долината, обитавана по онова време от  саласите, пречка за преминаването на войници и търговци по Виа деле Галие. След поредица от схватки и военни експедиции и договори с несигурен резултат през 25 г. пр.н.е. Октавиан Август изпраща бъдещия консул Авъл Теренций Варон Мурена начело на значителна армия срещу саласите. В крайна сметка, победени, саласите вероятно са избити или поробени.
От Аоста в римско време минава Виа деле Галие – древноримски консулски път, построен от Октавиан Август, за да свърже Паданската низина с Галия.

### Основаването на Августа Претория Саласорум
Укрепен град, построен за кратко време по модела на римския военен лагер, Августа Претория Саласорум (Augusta Prætoria Salassorum) е роден на кръстопътя на днешните улици „Гранде“ (Mons Iovis или Summus Poeninus ) и „Пиколо Сан Бернардо“ (Columna Iovis или Alpis Graia) в сливането на река Дора Балтеа и потока Бютие. Внушителна стена навремето защитава територия от 414 128 m², докато четири порти дават достъп до града, построен по кардо-декумански ортогонален модел. Централната улица Декуманис Максимус (днешни ул. „Порта Претория“, ул. „Жан-Батист дьо Тийе“ и ул. „Едуар Обер“), тогава широка девет метра, е естественото продължение на консулския път на Галиите, който от Милано е достигал до Малък Сан Бернар. Достъпът до града обаче е осигурен от моста над потока Бютие, от който днес се вижда само една арка, недалеч от коритото на потока, който е отклонен поради наводнение. Вътре в стените се намират жилищните квартали, театърът, баните, форумът и амфитеатърът, докато народните квартали се простират на юг, разделени според класическа шахматна схема.

### Населението на града през римско време
Все още е много спорен е проблемът за заселването на града преди и след римското завоевание. Несигурен документ споменава 3000 преторианци в съжителство с местните саласи, което контрастира с наличието на амфитеатър, предназначен за град с 30-40 хил. жители. Надпис, датиращ от 23 г. пр.н.е., изглежда отрича твърденията на древни историци, включително Страбон, относно масовите депортации на саласите и продажбата им като роби в Августа Епоредия. Освен това правният език по времето на римляните incolae посочва жителите на колония, притежаващи по-ниски права от тези на гражданите. Тези указания предполагат, че населението от саласи се е интегрирало с новите завоеватели, както и предполагат многобройни погребални надписи, в които се появяват имена на саласи, свързани с римски имена, чиито деца, родени от смесени бракове, винаги имат латински имена. 
През римско време градът има голямо стратегическо и военно значение благодарение на контрола, упражняван над двата прохода Малък и Голям Сан Бернар. Августа Претория започва, още през I век, да има недвусмислено градски и монументални конотации, утвърждавайки се като един от най-богатите и гъсто населени центрове в Северна Италия.

### Средновековие
След вековното господство на империята и нейното християнизиране, градът, благодарение на Алпите и стените, е подложен на малко нашествия. Според легендата Августа Претория е разрушена от сарацините и варварите. В  действителност римският град претърпява най-големи щети от късносредновековната реконструкция, която използва каменни блокове от римски сгради за изграждането на кули и църкви.
Градът става диоцез към края на IV век, принадлежащ първо към огромната Епархия Верчели, след това към Митрополитската църква на Милано до VIII век. След смъртта на Одоакър Аоста става част от Остготското кралство на Теодорих. С края на Готската война Аоста става част от преторианската префектура на Италия,  докато не е завладяна от войските на Албоин, които я присъединяват към Лангобардското кралство. Възползвайки се от периода на анархия (574 – 584 г.) след смъртта на Клеф, меровингът Гунтрам, крал на франките от Орлеан, побеждава лангобардите, анексирайки Аоста и Суза през 575 г. Двата града винаги са били слабото място на отбраната на северната част на Лангобардското кралство, тъй като са много важна точка за влизане в Италия. След завладяването на Лангобардското кралство от Карл Велики през 774 г., Аоста и Суза следват съдбата на Италианското кралство. По време на Каролингската империя се развива Via Francigena – поклонически път от Северна Европа до Рим, осъществяван чрез пресичане на хълма Голям Сан Бернар. Сен Реми ан Бос, Аоста, Понтей и Пон Сен Мартен са негови етапи, споменати от Сигерик от Кентърбъри през 990 г.
По волята на Ото I Саксонски, който възнамерява да си гарантира свободен достъп до Италианското кралство, през 972 г. Аоста е дадена на неговия девер Конрад III Бургундски и става част от Кралство Бургундия до 1032 г. В резултат на това  са консолидирани политическите, икономическите и търговските отношения с другата страна на Алпите. В дългосрочен план във Вале д'Аоста се разпространяват и развиват франкопровансалските диалекти, подобни на тези, говорени в Савоя, в Дофине и в днешна Романска Швейцария. 
Император Конрад II Салически (1024 – 1039), на когото последният крал на Бургундия Рудолф III отстъпва кралството, възлага графството Вале д'Аоста на Хумберт I Белоръки, граф на Мориен и Савоя: той поставя началото на светската власт на Савойската династия в региона, чийто център Аоста винаги е била, но се радва на широка автономия благодарение на създаването на политическата институция Conseil des Commis на 7 март 1536 г.  
Раждането на Савойското графство със столица Шамбери, впоследствие Савойско херцогство, кара града да последва съдбата му до обединението на Италия. 

### Модерна и съвременна епоха
Аоста има особеноста да бъде единствената италианска регионална столица, която не е същевременно столица на провинция, тъй като Провинция Аоста е сведена до област на Провинция Торино със Закон „Ратаци“ от 23 октомври 1859 г. и накрая е трансформирана в автономен регион с републиканска конституция и свързания с нея конституционен закон от 1948 г., който не предвижда провинции в региона.

## Символи
Гербът и знамето са признати с Указ на Премиера от 7 декември 1939 г. Гербът на общината е следният:
| „ | На черен фон сребърен лъв с червени нокти и език. С червена савойска глава със сребърен кръст. Над щита се намира херцогската корона. | “ |

Гонфалонът изглежда така:
| „ | Знаме, разделено на черно и на червено, с украси и цветни ресни, в центъра с герба, описан по-горе, с надпис в златисто: „Град Аоста“. Знамето е островърхо. | “ |

Гонфалонът се използва от 1932 г. и е признат през 1939 г. През периода на фашизма двойното италианско-френско двуезично наименование не е предвидено. Следователно, въпреки че гонфалонът остава официално едноезичен (т.е. само на италиански език), този, който се използва, присъстващ и в Херцогската зала на Кметството на Аоста, носи и френската версия „ville d'aoste“.

## Паметници и забележителности

### Праистория
- Мегалитна зона на Сен Мартен дьо Корлеан

Област на археологически проучвания, разположена в близост до църквата „Сен Мартен дьо Корлеан“, представляваща голям интерес поради находките на древно селище, върху което се е родила легендата, която го свързва с град Корделия.

### Римско време
Аоста е вторият град след Рим с най-голям брой римски останки, които все още са видими, и неслучайно го наричат „Рим на Алпите".
- Арка на Август: построена е през 25 г. пр.н.е. по повод победата на римляните над саласите от Авъл Теренций Варон Мурена. Намира се в ос с Декуманус максимус, недалеч от Бург Сент Ур (район на Колегиалната църква „Сант Орсо“) и източния вход на градските стени (Порта Претория).
- Порта Претория и римските порти на Аоста: Римските порти на Аоста са останките от портите за достъп до римския каструм на Августа Претория Саласорум и се намират в края на главните улици, наречени Декуманус Максимус и Кардус Максимус: те са Порта Претория (главната порта), Порта Принципалис Декстера, Порта Принципалис Синистра и Порта Декумана. Те са позволявали влизането и излизането от града от четирите кардинални точки. Порта Претория или Преторианската порта е източната входна порта на римския град и е построена през 25 г. пр.н.е.
- Римски театър: построен е няколко десетилетия след основаването на града през 25 г. пр. н. е.; датира от времето на император Клавдий.
- Римски амфитеатър: неговите руини са включени в средновековна сграда – Манастира на монахините на Света Екатерина, в който днес се помещават монахините на Свети Йосиф (ул. „Анфитеатро“ 4)
- Стени: Стените, защитавали Августа Претория, са запазени почти непокътнати. От източната страна на периметъра е Порта Претория, от западната страна Порта Декумана. От северната страна е Порта Принципалис Синистра, от южната – Порта Принципалис Декстера.
- Кули: Tour du Pailleron и др. Тур дю Пейерон е една от градските кули, най-добре запазила оригиналните си римски архитектурни характеристики; дължи името си на факта, че е била използвана дълго време като склад за сено
- Kриптопортик на Форума на Аоста: Включен в Списъка на световното културно наследство на ЮНЕСКО през 2020 г. Построен през 25 г. пр.н.е. и през II век.
- Римски мост над Бютие: Каменният мост е разположен на около 150 метра източно от Арката на Август. Построен е по времето на основаването на римския град Августа Претория, за да позволи преминаването от единия бряг на другия на потока Бютие.
- Римска вила на Консолата: Вила от I век пр.н.е., разположена на ул. Grand-Tournalin, в местността, наречена Консолата.
- Погребална зона извън Порта Декумана в Аоста: Този некропол се е намирал на пътя към Алпис Грая (сегашния хълм Малък Сан Бернар). Намира се на 200 метра от Порта Декумана.

- Арката на Август
- Порта Претория
- Римски театър
- Римски амфитеатър (полуколони, включени в манастир)
- Южни стени
- Tour du Pailleron
- Криптопортик
- Римски мост
- Римска вила
- Останки от ъглова кула на римските стени, между ул. „Кардучи“ и ул. „Тур дьо Лепрьо“

### Средновековие
- Катедралата „Санта Мария Асунта и Сан Джовани Батиста“: Произходът ѝ датира от началните етапи на разпространението на християнството във Вале д'Аоста: още към края на IV век там, където днес е тя, е съществувал Domus Ecclesiae със забележителен вид. Църквата е напълно възстановена през XI век по заповед на Анселм I, който е епископ в Аоста между 994 и 1025 г. Тя представлява, заедно с Колегиалната църква „Сант Орсо“, най-важното свидетелство за историята на сакралното изкуство във Вале д'Аоста.
- Кули: 
  - Кулата на съдебните пристави (Торе дей баливи) се намира се на улица „Гуидо Рей“, в североизточния ъгъл на римските стени на града. Спомената е за пръв път през 1192 г.
  - Тур Фромаж: построена през XII век от източната страна на стените, в непосредствена близост до театъра
  - Тур Брамафам: стои на мястото, което в римско време е било заето от главната дясна врата на стените, преустроена в замък през Средновековието по заповед на виконтите на Аоста, предци на могъщото благородническо семейство  Шалан.
  - Кула на прокажения: с римски произход, известна някога като Фриур от името на семейството, живяло там между XI и XV век
  - Кула на Господарите на Кар (бивша Кула на Господарите де Порта Санкти Урси): издигната през Средновековието върху древните римски стени на Порта Претория, като от тях са взети варовиковите блокове, полезни за изграждането ѝ. De Porta Sancti Ursi, изтъкнати благородници, живеят там до 1185 г.
  - Турньов: построена през XIII век върху останките от съществуваща преди това римска кула с квадратна основа, чиито следи могат да бъдат намерени в основата.
- Колегиална църква „Сант Орсо“: представлява, заедно с Катедралата на Аоста, най-важното свидетелство за историята на сакралното изкуство във Вале д'Аоста. Особен интерес представляват древните отонски стенописи, запазени между покрива и покритието на централния кораб, и обителта със средновековните капители.
- Мост акведукт „Гранд Арву“ в местността Поросан: разположен в местност Chiou в Porossan, подселище на Аоста, между подселищата Neyves и Chiou. Построен над тясно дефиле, издълбано от потока Парлеа, мостът акведукт се пресича от дълъг коридор, покрит с покрив от шисти.

- Катедрала
- Вход на катедралата
- Църква „Сант Орсо“.
- Клоатър на Сант Орсо
- Фреска в „Сан Орсо“
- Торе дей Баливи
- Кула Брамафам
- Кула на прокажения
- Тур Фромаж
- Кула на господарите на Кар
- Мост акведукт „Гранд Арву“

### Модерна епоха
- Църква „Свети кръст“: намира се в историческия център на града, на улица Édouard Aubert. Построена през 1682 г., тя се характеризира отвътре с ценния бароков олтар във валсезиански стил и отвън с фасадата тромп-л'ьой,
- Църква „Сен Етиен“: разположена на кръстопътя между улица Jean-Laurent Martinet и улица Joseph-Marie Trèves. Възстановена през XVIII век върху структурите на предишна църква от XV век, представя множество елементи от художествен интерес, по-специално за стенописите на фасадата, големия бароков висок олтар, гигантската дървена статуя на Св. Христофор и скъпоценния тръбен орган.
- Кръст „Калвин“: издигнат през 1541 г. в памет на изгонването на калвинистите от Вале д'Аоста.

- Санта Кроче
- Санто Стефано
- Кръст на Калвин

### Съвременна епоха
- Площад „Емил Шану“: главният площад на Аоста. Намира се в централната част на града и има формата на правоъгълник с дълги страни, изложени на север и юг. Там се намира Кметството.
- Замъкът „Жокто“ или Замък „Дука дели Абруци“: датира от началото на XX век и е в еклектичен стил, който напомня средновековен замък. В сградата се помещава щабът на Алпийското военно училище в Аоста и малък музей на алпинизма.
- Каза Литория - сграда, разположена на Пиаца дела република, построена през 1939 г. от архитекта Джузепе Момо. Първоначално седалище на Националната фашистка партия, това е една от най-високите сгради в града. След Втората световна война е седалище на изоставеното Кино „Лукс“, докато в момента се помещава Министерството на индустрията.
- Правосъдна палата: сграда от 1932 г., на улица „Сезар Олиети“ 1

- Пл. „Емил Шану“
- Замък „Жокто“

### Природни зони
- Природен резерват Цателет (Riserva naturale Tzatelet): защитена природна зона, създадена през 1993 г. в общините Аоста и Сен Кристоф. Разположен е при сливането между централната долина на река Дора Балтеа и долината Валпелин, в хидрографската лява част на последната.
- Горичка Антребен (Arboreto di Entrebin):  малка гора, разположена в хълмистата местност Entrebin. С течение на времето дендрариумът придобива известна туристическа известност като място за наблюдение на промяната на цвета на листата през есента.
- Парк „Сомон“ (Parco Saumont): основен градски парк в едноименната местност, по поречието на Бютие, северно от града, на няколко километра от центъра на столицата.

## Икономика
Въпреки че икономиката се основава на третичния сектор като цяло и на туризма в частност, промишлеността също поглъща част от работещото население, преди всичко в сектора на хранително-вкусовата промишленост, металургията, строителството и производството и разпределението на електроенергия. Значението на първичния сектор (горско стопанство) намалява.
Водноелектрическата енергия се генерира в Община Аоста. Водноелектрическата централа Signayes, управлявана от CVA, използва водите на потока Бютие и канала на ВЕЦ „Валпелин“ .

## Институции, организации и сдружения
Аоста е седалището на Автономния регион Вале д'Аоста.
В града е базиран CELVA – Консорциум на местните власти на Вале д'Аоста (на френски: Conseil permanent des collectivités locales de la Vallée d'Aoste), който покрива ролята на регионална делегация на Националната асоциация на италианските общини.
В Аоста има два болнични центъра:
- Регионална болница „Умберто Парини" (Ospedale regionale "Umberto Parini")
- Болница „Боргар“ (Ospedale Beauregard), граничеща с община Сен Кристоф

## Култура

#### Библиотеки
- Регионална библиотека на Аоста
- Библиотека „Ида Сезандрè“[15] на виале „Европа“
- Библиотека на Регионалната болница
- Библиотека на Квартал „Дора“
- Библиотека на Историческия институт на съпротивата и съвременното общество, на улица „Пиаве“
- Библиотека на Италианския алпийски клуб, на площад „Емил Шану“
- Епархийска библиотека, на улица „Ксавие дьо Местър“.

#### Музеи
- Регионален археологически музей на Вале д'Аоста (MAR)
- Музей на Съкровищницата на катедралата
- Музей на Съкровищата на Колегиалната църква „Сант Орсо“

## Образование

### Училища
- Дванадесет регионални и четири частни детски градини
- Шест частни и осем регионални начални училища (от 1-ви до 5-и клас вкл.)
- Пет регионални средни училища от първа степен (от 6-и до 8-и клас вкл.)
- Две частни и тринадесет средни регионални училища от втора степен (от 9-и до 11-и или 12 клас вкл.), сред които:
  - Преподавателски институт „Кралица Мария Аделаида“, включително гимназиите по хуманитарни науки и приложни науки
  - Образователна институция „Едуар Берар“, включваща природо-математическа гимназия (курсове: физика/естествени науки) и езикова гимназия
  - Учебна институция, включваща класическата гимназия „24 февруари", художествената гимназия и музикалната гимназия
  - ISIT „Иноченцо Манцети“ (институция за техническо образование), включваща 3 различни курса, ИТ, администрация, финанси и маркетинг, строителство, околна среда и територия
  - ISITP „Корадо Джекс“ (Институция за техническо и професионално образование), включва множество направления.
  - Institut Agricole Régional (частно училище).

### Университети
- Университет на Вале д'Аоста (Università della Valle d'Aosta[16])

## Инфраструктура и транспорт

### Пътища
Град Аоста се пресича от изток на запад от SS 26, който минава през цялата централна долина от Пон Сен Мартен до прохода Малък Сан Бернар (с вариант от Пре Сен Дидие до Курмайор). Като цяло Държавен път 26 е дълъг 156 344 км.
Друг държавен път, вторият и последен в региона, SS 27 свързва Аоста с швейцарската граница при прохода Голям Сан Бернар. Глобално Държавен път 27 е дълъг 33 910 км. Този път е част от международния маршрут E27 (номерът на държавния път и европейския маршрут съвпадат, но не е умишлено), който води от Белфор (Франция) до Аоста.Аоста се обслужва и от Автомагистрала A5 Торино-Курмайор.

### ЖП транспорт
Железопътният транспорт до и от Аоста се извършва от Trenitalia като част от договора за услуги, предвиден за регион Вале д'Аоста. Градът се обслужва от две еднорелсови линии, едната към Пре Сен Дидие, а другата към Кивасо и Торино Порта Нуова.
В града има следните съоръжения:
- Гара „Аоста“
- спирката „Аоста Иституто“
- спирка „Аоста Виале Еуропа“

### Въжени линии
Кабинковият лифт Аоста-Пила свързва Аоста с местността Пила, разположена на територията на Община Гресан, като преодолява разлика във височината от около 1200 метра.

### Летище
Регионалното летище „Корадо Джекс“ се намира в община Сен Кристоф. Пистата за излитане и кацане е разширена, а въздушният терминал препроектиран от архитекта Гае Ауленти с цена от около 30 млн. евро, летището в момента не се използва поради поредица от съдебни дела. Затворен за превоз на пътници и товари, то е посещавано предимно от малки самолети, планери и хеликоптери.

### Градска мобилност
Градският транспорт се управлява от компанията SVAP, която обслужва регионалната столица и общините на Плен (самата Аоста плюс близките общини Шарвансо, Кар, Сен Кристоф, Брисон, Сар и Полен).
Компанията SAVDA също е активна в района, притежател на регионална концесия, която свързва центъра на града с Курмайор, Шамони -Монблан, Торино и Милано.

## Администрация
Аоста е единствената регионална столица на Италия, която не е седалище на провинциален орган, тъй като специалният статут на Вале д'Аоста предвижда, че функциите, присъщи на провинцията, се изпълняват отчасти от регионалните органи и отчасти директно от общините.
Аоста е член на OIMF - Международна асоциация на кметовете франкофони (Association internationale des maires francophones).

## Спорт
В Аоста се играят както фиоле, така и ребата – характерни традиционни спортове на Вале д'Аоста. В общинския район има три секции на асоциацията Valdôtaine Fiolet: Аоста, Арпюй-Ексенекс и Поросан.

### Футбол
Унионе Спортива Аоста 1911 е базиран в Аоста футболен отбор, който играе в трета категория, но може да се похвали, че е играл и в Серия C, и в Серия D през последните десетилетия. Вале д'Аоста Калчо също има опит в четвъртата професионална дивизия на италианския футбол, роден през 1997 г. от сливането на различни местни аматьорски клубове и разпуснат през 2010 г. Той, за разлика от своя братовчед, не се хвали със същата подкрепа поради различни причини, като например факта, че има отбор, съставен от доста млади играчи с малко опит.

### Колоездене
Аоста е мястото за финал на етапа на Обиколката на Италия три пъти:
- 1970, 3-ти етап Сен Венсан-Аоста, спечелен от Франко Битоси
- 1973 г., 4-ти етап Женева-Аоста, спечелен от Еди Меркс
- 1996 г., 15-ти етап Бриансон-Аоста, спечелен от Джани Буньо

Аоста е два пъти място за финал на етапа на Обиколката на Франция:
- 1949 г., 17-ти етап, Бриансон - Аоста, спечелен от Фаусто Копи
- 1959 г., 18-ти етап, Коле дел Лотаре-Аоста, спечелен от Ерколе Балдини

## Побратимени градове
Град Аоста е побратимен с:
- Албервил, Франция
- Каолак, Сенегал
- Мартини, Швейцария
- Нарбон, Франция
- Сан Джорджо Морджето, Италия
- Синая, Румъния

Аоста е посветила в чест на своите побратимени градове улица „Каолак“, улица „Синая“ и площад „Нарбон“. 
Община Аоста се присъединява към Хартата за приятелство между Вале д'Аоста и Община Корлеоне.